# البطولة الوطنية المجرية 1922–23
البطولة الوطنية المجرية 1922–23 (بالمجرية: 1922–1923-as magyar labdarúgó-bajnokság)‏ هو الموسم 20 من  البطولة الوطنية المجرية. أشرف على تنظيمه اتحاد المجر لكرة القدم، وكان عدد الأندية المشاركة فيه  12، وفاز فيه نادي بودابست.